# Кондратенко, Прасковья Фёдоровна
Прасковья Фёдоровна Кондратенко (в девичестве Меженная; 8 января 1928, стан. Пластуновская, Кубанский округ, Северо-Кавказский край, СССР — ?) — птичница колхоза «Красная Звезда» Пластуновского района Краснодарского края, Герой Социалистического Труда (1957).

## Биография
Родилась 8 января 1928 года в станице Пластуновской Кубанского округа Северо-Кавказского края (ныне районный центр Краснодарского края) в крестьянской семье. По национальности русская.
Окончив 6 классов сельской школы, в 1944 году трудоустроилась в местный колхоз «Правда». В 1951 году устроилась на птицеферму колхоза «Красная Звезда», в 1952 году назначена утятницей, затем бригадиром. По итогам 1953 года показала лучшие результаты среди колхозных утководов края, добившись получения 75 яиц на каждую утку-несушку. С 1953 года регулярно в течение многих лет участвовала во Всесоюзной сельскохозяйственной выставке (ВСХВ).
Указом Президиума Верховного Совета СССР от 31 октября 1957 года «за особые заслуги в развитии сельского хозяйства и достижение высоких показателей по производству продуктов сельского хозяйства» П. Ф. Меженная удостоена звания Героя Социалистического Труда с вручением ордена Ленина и золотой медали «Серп и Молот».
В 1971 году стала главой колхозной свинофермы. Дальнейшая судьба неизвестна.
Награждена орденом Ленина (31.10.1957), медалями, а также 7 медалями ВСХВ и ВДНХ СССР (1953—1959).